# Jacques Moeschal
Jacques Moeschal (ur. 6 września 1900 w Uccle, zm. 30 października 1956) – belgijski piłkarz grający na pozycji pomocnika lub napastnika.
Podczas przypadającej na lata 1919–1936 kariery klubowej reprezentował barwy Racing Club. W reprezentacji Belgii w latach 1928–1931 rozegrał 23 mecze i strzelił 6 goli. Był uczestnikiem mistrzostw świata 1930 rozgrywanych w Urugwaju.